# 瑪麗代爾 (伊利諾伊州)
瑪麗代爾（英語：Marydale）是位於美國伊利諾伊州克林頓縣的一個非建制地區。該地的面積和人口皆未知。

## 地理
瑪麗代爾的座標為38°41′51″N 89°22′19″W / 38.69750°N 89.37194°W，而該地的平均海拔高度為141米（即463英尺）。